# 2244 Tesla
2244 Tesla è un asteroide della fascia principale. Scoperto nel 1952, presenta un'orbita caratterizzata da un semiasse maggiore pari a 2,8137749 UA e da un'eccentricità di 0,1800706, inclinata di 7,81848° rispetto all'eclittica.
L'asteroide è dedicato a Nikola Tesla.